# Cupșeni
Cupșeni là một xã thuộc hạt Maramureș, România. Dân số thời điểm năm 2002 là 3792 người.